# あやかしがたり (小説)
『あやかしがたり』は、渡航による日本のライトノベル。イラストは夏目義徳が担当。ガガガ文庫（小学館）より2009年5月から2010年11月まで刊行された。第3回小学館ライトノベル大賞ガガガ文庫部門大賞受賞作。

## あらすじ
妖怪、もののけ、魑魅魍魎。それ等の通称、「あやかし」が跋扈する江戸時代。江戸で剣の修行に励む若き侍、大久保新之助は故郷の山手藩への帰郷の途中、「拝み屋」と名乗る胡散臭い男、ふくろう、白い印象と不思議な力を持つ少女、ましろと出会い、共に山手藩に向かう事に。だが藩には「あやかし」がらみの陰謀が渦巻いていた。

## 登場人物

### 主要人物
大久保 新之助（おおくぼ しんのすけ）
本作の主人公。山手藩の藩士である15歳の少年侍。大久保家の次男。剣の修行のために江戸に行っていた。
人には見えない「あやかし」を見る事ができるが、その力のせいで故郷の人々から疎まれていた。その影響で性格が暗めになっている。
一流の剣の腕を持ち、大崎夢想流の免許皆伝を許されている。また、江戸の名門である中西派一刀流の使い手でもある。

ましろ
本作のメインヒロイン。新之助が帰郷の途中に出会った白い印象を持つ天真爛漫な少女。
その正体は、昔、周囲から疎まれ、塞ぎ込んでいた頃の新之助に寄り添っていた化猫のあやかし。「ましろ」という名前は当時の新之助が名付けたもの。
美濃の稲葉山の化猫の一族の中で最高位である金眼白髪双尾化猫を名乗る事を許されるほどの圧倒的な戦闘能力を誇る。
くろえ
本作のもう一人のメインヒロイン。あやかしの一種である犬神の少女。常に無表情で黒い印象を持つ。
最初は新之助達の敵として立ち塞がったが、後に新之助に懐き、彼によって「くろえ」という名前を付けられた。
銀眼黒髪一尾犬神を名乗るほどの高位の犬神で、ましろと互角の強さを持つ。
ふくろう
拝み屋を名乗る謎の男。修験者のような恰好をしている。
新之助と同じようにあやかしを見て、さらには祓う事ができる。身体能力も高く、素手で人体を抉るほど。
正体は平家の末裔で今代の総大将、池 大納言 福朗（いけの だいなごん とみあき）。

### 新之助の家族
大久保 元之丞（おおくぼ げんのじょう）
新之助の父にして大久保家当主。山手藩の中老を務める。
大久保 貴恵（おおくぼ きえ）
新之助の母。新之助の不遇な幼少時代を痛いほど知っているため、気にかけている。
新之助が家に連れてきたましろを娘同然に可愛がり、ましろを(後にくろえも)新之助の嫁にしようとしている。
大久保 久磨（おおくぼ ひさま）
新之助の兄。大久保家の長男。線の細い優し気な男。山手藩では藩主の息子の側仕えを務める。

### 山手藩
日暮 上郷（ひぐれ うえさと）
山手藩藩主の弟。新之助の剣の師匠で、大崎夢想流の師範。
藩主の座を手に入れる為、お家騒動を引き起こす。
渋谷 清十郎（しぶや せいじゅうろう）
上郷の部下。新之助と共に上郷から剣を学んだ。
お家騒動の際には上郷に従う。
田町 意次（たまち おきつぐ）
山手藩筆頭家老。上郷とは政策の方針の違いから対立している。

## 既刊一覧
- 渡航（著） / 夏目義徳（イラスト） 『あやかしがたり』 小学館〈ガガガ文庫〉、全4巻
  1. 2009年5月24日初版第1刷発行（5月19日発売[2]）、ISBN 978-4-09-451133-8
  2. 2009年11月23日初版第1刷発行（11月18日発売[3]）、ISBN 978-4-09-451169-7
  3. 2010年4月25日初版第1刷発行（4月20日発売[4]）、ISBN 978-4-09-451198-7
  4. 2010年11月23日初版第1刷発行（11月18日発売[5]）、ISBN 978-4-09-451238-0

## オーディオブック
ガガガ文庫と声優事務所の81プロデュースが組んでオーディオブックを提供していくこととなり、2019年4月12日より行われる初回配信タイトルに第1巻が含まれている。朗読は三宅貴大。